# 伊拉克工人共产党
伊拉克工人共产党（阿拉伯语：‎，羅馬化：Hizb al-Shuyu'i al-'Ummali al-'Iraqi）是伊拉克的一个激进左翼政党。该党成立于1993年。该党的意识形态是马克思主义、工人共产主义（伊朗马克思主义理论家曼苏尔·赫克马特提出的一种思想）。该党的主席是阿米尔·阿迪尔。该党的成员参与了伊拉克工人理事会和工会联合会、伊拉克妇女自由组织和伊拉克失业者联盟的工作，并出版了一份名为《伊拉克周刊》的通讯和一份名为《前进》的英文报纸。它是库尔德斯坦工人共产党的姐妹党。2004年，伊朗工人共产党分裂出伊朗工人共产党—赫克马特主义，该党决定支持后者，而支持前者的该党左翼对此决定不满，遂另立伊拉克左翼工人共产党。